# Stanisław Akielaszek
Stanisław Akielaszek (ur. 28 kwietnia 1916, zm. 9 grudnia 2003 w Bronx, Nowy Jork, Stany Zjednoczone) – polski filolog klasyczny, działacz polonijny.
Urodził się w rodzinie polskich emigrantów Stanach Zjednoczonych, którzy po odzyskaniu przez ojczyznę niepodległości wrócili i zamieszkali we Lwowie, w dzielnicy Łyczaków. Po ukończeniu Szkoły Powszechnej im. św. Antoniego kontynuował naukę w Gimnazjum Klasycznym im. Stanisława Staszica, a następnie studiował filologię klasyczną na Uniwersytecie Lwowskim. Od dzieciństwa należał do harcerstwa, był harcmistrzem w drużynie, która działała przy III Liceum i Gimnazjum im. Stefana Batorego. Po wybuchu II wojny światowej opuścił Lwów i przedostał się do zachodniej Europy, a następnie do Stanów Zjednoczonych. Uczestniczył w zakończonej niepowodzeniem próbie stworzenia przez generała Bolesława Ducha Armii Polskiej w Kanadzie, a następnie wstąpił do amerykańskiej formacji lotniczej. Po 1945 roku zamieszkał w Nowym Jorku, gdzie wykładał filologię klasyczną na Uniwersytecie Fordham, a następnie historię starożytną na Uniwersytecie St. John’s, gdzie również pełnił funkcję dziekana wydziału. Stanisław Akielaszek był znanym i zasłużonym działaczem polonijnym, zainicjował zbiórkę środków finansowych dla polskiej rozgłośni radiowej we Lwowie, na budowę i wyposażenie Kościoła Matki Boskiej Nieustającej Pomocy w Zboiskach.
Jego żoną była córka Zdzisława Próchnickiego, profesora Uniwersytetu Lwowskiego i autora Konstytucji Marcowej RP z 1921 r. Jego siostra, Janina ps. Bazyliszek w czasie wojny była członkinią działu propagandy Komendy Okręgu Lwowskiego Narodowej Organizacji Wojskowej. Po wojnie była torturowana w więzieniu UB, zmarła wkrótce po wyjściu na wolność.